# James Jovanovich
James Jovanovich ist ein US-amerikanischer Schauspieler.

## Leben
Jovanovich studierte am Grossmont College. Während seines Studiums sprach er für das Stück Die drei Musketiere vor und fand so sein Interesse am Schauspiel. Erste Filmrollen übernahm er ab 2017 in verschiedenen Kurzfilmen. 2019 spielte er die Rolle des Chuck im Horrorfilm Clown – Willkommen im Kabinett des Schreckens. Ab demselben Jahr bis einschließlich 2021 spielte er in sechs Episoden der Fernsehserie Riot on the Set die Rolle des Alex. 2021 wirkte er zusätzlich in vier Episoden der Fernsehserie Unapologetic in der Rolle des Wes Romano mit. 2022 spielte er in den Pilotfolgen der Fernsehserien Lyceum und The Heights mit.

## Filmografie (Auswahl)
- 2017: Tribal – Proof of Concept (Kurzfilm)
- 2018: Idée fixe (Kurzfilm)
- 2018: Terry’s Women (Kurzfilm)
- 2019: Clown – Willkommen im Kabinett des Schreckens (Clown)
- 2019: The Last Night of October (Kurzfilm)
- 2019–2021: Riot on the Set (Fernsehserie, 6 Episoden)
- 2020: Locus (Kurzfilm)
- 2020: For Better or For Worse (Kurzfilm)
- 2021: Unapologetic (Fernsehserie, 4 Episoden)
- 2022: Lyceum (Fernsehserie, Episode 1x01)
- 2022: The Heights (Fernsehserie, Episode 1x01)